# さいたまんぞう
さいた まんぞう（1948年12月9日 - ）は、岡山県久米郡柵原町（現在の美咲町）出身、東京都中野区在住の歌手・タレント・野球審判。本名は牛房 公夫（ごぼう きみお）。所属事務所はサブマリン。未婚。

## 経歴

### 歌手デビュー
- 6人きょうだいの末っ子[2]。中学生時代から野球部に所属して野球をやっていた[3]。高校進学時には、地元・岡山の関西高等学校野球部のセレクションを受け[4]、150人の中から最後の10人に選ばれるも[4]、兄や親族らから「野球では飯は食えん」（父が若くして亡くなっているため、兄が代わって家長を務めていた）などと説得されたことと、本人も下宿が嫌だったことで断念した[4]、野球部の無い津山基督教図書館高等学校[5] に進学した[3][6]。そんな高校生時代に出会ったのが西郷輝彦の立身出世物語の自伝で、これに触発されるような形で西郷と同じようにバンドボーイを目指して[1]、高校卒業後の1967年（昭和42年）4月に上京し、アマチュアバンドに入りドラムスを担当するようになる[7]。
- バンドボーイとして渡辺プロダクションに所属していたことがあり[4]、アウト・キャストのボーヤ、浜畑賢吉の付き人[4] を経て、コーラス漫談グループのスリートーンズに加入したが、1979年に解散した。同年から野球の審判を始めた。
- 1980年（昭和55年）年末にコミックソング「なぜか埼玉」を自主制作でつくる。この時点では県内ローカルの曲でしかなかったが、翌年1981年（昭和56年）2月にニッポン放送の人気番組『タモリのオールナイトニッポン』で紹介されたことにより一変し、「埼玉」というご当地ソングとあまり縁のない土地の歌だったこともあり、物珍しさから全国で話題となった。
- この結果、4月にフォーライフ・レコード（現在のフォーライフミュージックエンタテイメント）から前述の自主制作盤が商業盤として発売されるに至った。そして、「なぜか埼玉」は自主制作盤と商業盤を合わせて12万枚[8] を売り上げるヒットになった。
- しかし、この曲が売れていても地方営業の仕事は1本も無く、話題にはなったがタレントとしては忙しくならなかったという[9]。一時「覆面歌手」とも言われ、「誰もその姿を見たことがない」とも言われたことで『芸能界のツチノコ』とも言われていた。さいたの正体が徐々に分かって来た頃にはラジオやテレビに出まくる時期があったが、それも2か月程で終わったという[9]。しかもフォーライフは、さいたの家の電話番号を知らなかったという[9]。この曲の歌唱印税は後述の「ベガー・ミュージックK.K.」の社長が全部、さいたに何の相談も無くフォーライフに売り渡したということで、渡されたのは月10万円の給料のみだった[9]。
- これ以降、彼は歌手「さいたまんぞう」として活動を続けることになる。なお、当初の芸名は「なぜか埼玉」の自主盤を最初に作ったレーベル「ベガー・ミュージックK.K.」社長の菊池清明が名付けた「斎田萬蔵」と漢字表記だったが[7]、サインを書く際に大変ということで、「さいたまんぞう」と平仮名表記に変更した。
- 山陽放送で地元出身者が出演するラジオ番組『みんなどけぇいきょーん?!』が開始された際はパーソナリティの1人に抜擢され、「おかやまんぞう」を名乗ったことがある。

### 「なぜか埼玉」以降
- 「なぜか埼玉」で話題を博したさいたは、同年12月にやはりコミックソングの「埼玉オリンピック音頭」「なぜか埼玉海がない」を出す。
- 1987年（昭和62年）に川島恵とのデュエットで出した「東京カントリーナイト」が、意外な結果をもたらすことになる。

### 「歌う駅員さん」からタレントへ
- 元々のきっかけは、TBSの情報番組『そこが知りたい』（関東ローカル）の一企画「通勤線途中下車の旅」において京浜東北線を特集するからと、「なぜか埼玉」で一躍有名となった さいた に「首からラジカセをぶら下げて『なぜか埼玉』を歌ってほしい」と依頼があったことに始まる。この企画は流れてしまったが、この打ち合わせの際にマネージャーが持参した「東京カントリーナイト」が番組スタッフに好評で、番組エンディングでの使用が決定[4]。しかも折りに触れて駅員の扮装をして首からラジカセをぶら下げ、「東京カントリーナイト」を通勤路線をネタに替え歌にして歌ってもらいたいとの話にもなった。この趣向は不定期出演ながら「歌う駅員さん」として大好評となり、1996年（平成8年）まで出演回数28回を数え、翌年には「ああ東京カントリーナイト」の題名で一部CD化された。
- 歌手としての活動は前述の「ああ東京カントリーナイト」を除くと、1994年（平成6年）発売の「はくつる号は故郷へ」「小雨降る夜」、2002年（平成14年）には自らの曲全曲を集めたCD「生存証明」を発売している。CDアルバム「生存証明」の収録曲には代表曲「なぜか埼玉」のユーロビートバージョンも収められている（ただし曲調は最近のパラパラ系ユーロビートではなく1980年代後半に人気のあったミドルテンポ哀愁系ユーロビートに近い）。
- 2001年12月8日には、「さいたまんぞうデビュー20周年を祝う会」をTBSホールで開催した。

### 「原発・アウト！」以降
- 2011年に、同年3月11日に発生した東日本大震災の影響による原子力発電所事故における被害と原発廃止を訴える事をテーマとした新曲「原発・アウト！」を発表。新曲発表は実に17年ぶりで、国会前にもたびたび歌いに出掛ける。
- 同年9月までJCN中野（シティテレビ中野）で『ゆっくり歩こう なかの散歩道』のレポーターを行っていた。同年公開の映画「もし高校野球の女子マネージャーがドラッカーの『マネジメント』を読んだら」では決勝戦の主審を演じていた。
- 2012年6月21日より、ネット動画共有サービスUstreamで「まんCHANねる」を開設、隔週で22時からトーク番組を生放送している。
- 2013年4月からIBC岩手放送（火曜日21時 - 22時）、茨城放送（日曜日16時15分 - 16時50分）で、パシフィック・リーグから米国3Aの審判、現在日本プロ野球審判技術指導員の平林岳と『平林アンパイアのプロ野球・ウの目タカの目』に同年9月まで出演していた。同年、にゃんぷりーととLAWGUNSとのユニット「まんにゃんろう」で、「なぜか宇田川」を発売した。
- 2015年に、「原発・アウト！」の歌詞だけを変えた「安保法案・アウト！」を発表。ボーイズバラエティ協会に入会し、浅草東洋館の舞台や新宿末廣亭の高座にも立つ。ネタは野球の審判の衣装で、時事ネタを「アウト」「セーフ」と判定するもので、ジャズオーケストラをバックに演じたこともあるという。
- 2016年には、紅理子と「Romantique Waikiki」を発売し、雨本ふみと「人生ナメたら苦かった」を発表している。
- ビートたけしの番組でしばしばギャグとして名前が出たり、明石家サンタに電話で不幸話を披露したり、中野で買い物をしているところを吉田照美のラジオ番組のインタビューを受けたりと、自らが名乗る「芸能界のツチノコ」の異名通り、お茶の間に予告なくその存在を知らしめることがある。
- 2021年2月7日より「生存確認SHOW」と題し…まんチャンネルで共演した 水内トオルらと クラブハウスを開始 精力的に活動している。

## ディスコグラフィ

### シングル
- 「なぜか埼玉」（1980年、自主制作）作詞・作曲：秋川鮎舟 ［EP盤］
- 「なぜか埼玉」（1981年4月、フォーライフ）作詞・作曲：秋川鮎舟 ［EP盤］
- 「埼玉オリンピック音頭」（1981年12月、フォーライフ）作詞：秋川鮎舟　作曲：柳刀太［EP盤］
- 「ふしぎな計算の唄」（1985年、クラウン / さいたまんぞう＆横山光佐）作詞：荒川太郎　作曲：海月花電磁、タケカワユキヒデ［EP盤］
- 「東京カントリーナイト」（1987年3月21日、キング / さいたまんぞう・川島恵）作曲・作曲：ベートーベン鈴木［EP盤］
- 「津軽海峡冬元気」（1988年10月、東芝EMI）作詞：Dr.南雲　作曲：野村豊［EP盤 / カセットテープ］[注釈 1]
- 「はくつる号は故郷へ」（1994年1月、ポリドール）作詞・作曲：吉幾三［8cmCD / カセットテープ］
- 「ああ東京カントリーナイト（JR編・私鉄編）」（1997年6月、ポリドール）（TBSテレビ・そこが知りたい「通勤線途中下車の旅」エンディングテーマ）作詞：ミッチー土槁　作曲：ベートーベン鈴木［8cmCD / カセットテープ］
- 「原発・アウト！」（2011年、ラブラムーン）作詞：さいたまんぞう　作曲：南雲修治［12cmCD / 配信］
- 「なぜか宇田川」（2013年、ラブラムーン / まんにゃんろう）［配信］
- 「安保法案・アウト！」（2015年）作詞：さいたまんぞう　作曲：南雲修治［YouTube］
- 「讃岐うどん・ホームラン！」（2016年）作詞：さいたまんぞう　作曲：南雲修治［YouTube］
- 「Romantique Waikiki」（2016年、cuentaworks / さいたまんぞう＆紅理子）［12cmCD / 配信］
- 「人生ナメたら苦かった」（2016年 / さいたまんぞう＆雨本ふみ）［YouTube］

### その他
- 「ソーリトレイン」「上のヒト音頭」（1995年、フォーライフ / “愛の狩人” なぎら＆まんぞう）（なぎら健壱のベストアルバム「中毒」に収録）作詞：伊藤アキラ　作曲：中村泰志［CD］
- 「Come sta? メグロガワ」（2005年）（映画「タナカヒロシのすべて」サウンドトラックに収録）［CD］
- 「岡部 埼玉 恋の町」（2015年9月、フォーライフ / さいたまんぞう率いる東京コンプレックス）（郷ひろし&友美の「お弁当箱の唄（レットミーゴー）」に収録）作詞・作曲：郷ひろし［CD］

### アルバム
- 「生存証明」（2003年、フリーボード）デビュー20周年記念全曲集［CD］

2003年12月26日発売 FBCX-1006 フリーボード キングレコード

## 出演

### テレビ
- あした天気に（フジテレビ）付き人時代
- 夕やけニャンニャン（フジテレビ系列）
- 11PM（日本テレビ系列）
- 小川宏ショー（フジテレビ系列）
- 笑ってる場合ですよ!（フジテレビ系列）
- 街かどテレビ11:00（TBS系列）
- 痛快なりゆき番組 風雲!たけし城（1986年 - 1989年、TBS系列）
- そこが知りたい（1988〜1997年、TBS系列）
- 土居まさる・生き生きモーニング（1988年、テレビ東京）
- ふたりでブランチ（1988〜1989、千葉テレビ）
- 首都圏ネットワーク（2000年4月18日、NHK総合）
- あの人は今!?（2001年4月5日、日本テレビ系列）
- TVチャンピオン（2001年11月15日、テレビ東京）
- 決定!これが日本のベスト100（2002年7月21日、テレビ朝日系列）
- 壮絶バトル!花の芸能界（2003年1月16日、日本テレビ系列）
- 北野タレント名鑑（2004年4月・8月、フジテレビ系列）
- ワンダフルライフ（2004年4月 - 6月、フジテレビ系列）
- とんねるずのみなさんのおかげでした（2005年3月17日、フジテレビ系列）
- 桜塚ヤンキース（2007年4月、テレビ埼玉）
- おもいッきりDON!（2009年5月1日、日本テレビ）
- ゆっくり歩こう なかの散歩道（2011年、JCN中野）
- 明石家サンタの史上最大のクリスマスプレゼントショー（2012年12月25日、フジテレビ系列）
- 平林アンパイアのプロ野球・ウの目タカの目（2013年4月 - 9月、岩手放送・茨城放送）
- 芸能人 今でもスゴい！懐かしの100人（2014年1月7日、フジテレビ系列）
- 爆報! THE フライデー（2014年3月14日、TBS系列）
- ゴロウ・デラックス（2016年3月31日、TBS系列）
- ごごたま（テレビ埼玉ほか）
- マチコミ（テレビ埼玉ほか）
- クイズ!脳ベルSHOW（2019年6月17、18、21日、BSフジ）

### ラジオ
- タモリのオールナイトニッポン（1981年、ニッポン放送）
- ハリキリ・サタデー（1988年4月 - 1992年4月、TBSラジオ）
- ときめき放送局（1988年10月 - 1989年1月、アール・エフ・ラジオ日本）
- みんなどけぇいきょーん?!（1991年4月1日 - 9月25日、岡山・山陽放送）おかやまんぞう名義で出演
- 吉田照美のやる気MANMAN!（2000年11月3日、文化放送）
- 大沢悠里のゆうゆうワイド（2001年11月30日、TBSラジオ）
- 真打ち競演（2003年4月26日、NHKラジオ第1放送）
- 吉田照美 ソコダイジナトコ（2009年5月19日、文化放送）
- 島田秀平のCo-sotto 1-6（2014年6月28日、NACK5）
- 爆笑問題の日曜サンデー（2019年3月17日、2023年12月3日、TBSラジオ）

### 映画
- 人妻コレクター（1985年）
- もし高校野球の女子マネージャーがドラッカーの『マネジメント』を読んだら（2011年） - 審判 役
- 素敵なダイナマイトスキャンダル（2018年） - 親戚の初老の男 役
- 漫画誕生（2018年） - 杢兵衛 役 ※声の出演

### インターネット配信映画
- 月刊三十路（2015年）主演：本木美沙　監督：黒川勝生

## 関連人物
- アウト・キャスト
- 浜畑賢吉
- タモリ
- ビートたけし
- 牧伸二
- 川島恵 (アイドル)
- 原田ゆかり
- 紅理子 (歌手)
- ベートーベン鈴木
- えのきどいちろう
- 岸野雄一
- 大村小町
- にゃんぷりーと
- ペーソス (バンド)
- 本木美沙